# Аллен, Эми (автор-исполнитель)
Эми Роуз Аллен (англ. Amy Rose Allen) — американская автор песен, продюсер и инди-рок-исполнительница. Ей приписывают авторство песен для коммерчески успешных релизов, исполненных такими артистами музыкальной индустрии, как Сабрина Карпентер, Гарри Стайлз, Джастин Бибер, Тейт Макрей, Холзи, Розэ и Шон Мендес, среди прочих. Она автор песен номер один в Billboard Hot 100: «Please Please Please» (2024) и «Without Me» (2018), а также № 2 «Espresso» и № 3 «Taste» и «Apt.» (2024).
Лауреат премии Грэмми-2025 в категории «Автор песен года, неклассика». Аллен была также номинирована на 65-й ежегодной премии «Грэмми» как автор песен года за работу над релизами Лиззо, Charli XCX, Сабрины Карпентер, King Princess, Alexander 23, а также Гарри Стайлза. На той же церемонии она получила премию «Альбом года» за вклад в альбом последнего Harry’s House (2022).

## Биография
Родилась в г. Саут-Портленд, штат Мэн, США.
Эми Аллен выросла в Уиндхэме, штат Мэн, с родителями и двумя сестрами. В начальной школе Аллен играла на бас-гитаре в группе своей сестры Jerks of Grass, а в подростковом возрасте исполняла фолк- и блюграсс-музыку в барах и пабах. Аллен училась в университете Бостонский колледж, а затем окончила Музыкальный колледж Беркли в Бостоне. Во время учебы в Berklee Аллен преподавала певица и продюсер Кара Диогуарди.
В 2018 году Аллен стала соавтором песен «Back to You» с Селеной Гомес и «Without Me» с Холзи, которая достигли первого места в чарте Billboard Hot 100. В 2019 году Аллен подписала контракт с Warner Records, и ожидалось, что ее дебютный сольный альбом выйдет в следующем году. Но пандемия COVID-19 помешала этим планам. В том же году Аллен сотрудничала с Гарри Стайлзом для его сингла «Adore You» и еще раз сотрудничала с Холзи для сингла «Graveyard». Аллен также сотрудничала с альтернативной рок-группой Pvris на их EP 2019 года, Hallucinations. Она была названа одним из «Хитмейкеров 2019 года» по версии Variety за сингл «Without Me».
В январе 2020 года Аллен была включена в список Forbes 30 Under 30 в области музыки. Variety снова назвал Аллен одним из «Хитмейкеров 2020 года» за соавторство песни Гарри Стайлза «Adore You».
Успешные работы Аллен с Тейт Макрей («Greedy») и Сабриной Карпентер («Feather», «Espresso», «Please Please Please») возглавили радиочарты Top 40, а песня «Please Please Please» заняла первое место в Billboard Hot 100. Аллен стала соавтором всех треков альбома Карпентер Short n’ Sweet, который дебютировал под номером 1 в Billboard 200.
В сентябре 2024 года Аллен впервые возглавила список авторов песен Hot 100 Songwriters журнала Billboard.
В сезон наград 2024 года Аллен получила премию Variety Hitmakers Songwriter of the Year Award. Она также была номинирована на премию Billboard Music Awards 2024 года в категории Top Hot 100 Songwriter.
В 2025 году Эми Аллен получила премию «Грэмми» в номинации «Автор песен года, неклассика». Аллен также получила награду «Автор песен года» на церемонии iHeartRadio Music Awards в 2025 году.
На 67-й ежегодной церемонии вручения музыкальной премии «Грэмми» Аллен была номинирована в четырех категориях: Автор песен года, неклассика, Лучшая песня, написанная для визуальных медиа («Better Place» из альбома Trolls Band Together), а также в номинациях Альбом года (Short n’ Sweet) и Песня года («Please Please Please») за ее работу с Сабриной Карпентер. Аллен была удостоена премии «Грэмми» в номинации «Автор песен года, неклассика». Аллен — одна из двух авторов песен в истории, которые дважды номинировались на премию «Грэмми» в категории «Автор песен года», и первая женщина, получившая эту награду.

## Дискография

### Студийные альбомы
- Amy Allen (2024)

### Песни, написанные Эми Аллен
| Год                    | Заглавие               | Артист                                        | Высшая позиция в чарте | Высшая позиция в чарте | Высшая позиция в чарте                                                                   | Сертификация                                                                                |
| Год                    | Заглавие               | Артист                                        | AUS                    | US                     | CAN                                                                                      | Сертификация                                                                                |
| ---------------------- | ---------------------- | --------------------------------------------- | ---------------------- | ---------------------- | ---------------------------------------------------------------------------------------- | ------------------------------------------------------------------------------------------- |
| 2024                   |                        |                                               |                        |                        |                                                                                          |                                                                                             |
| «Apt.»                 | Розэ и Бруно Марс      | 1                                             | 3                      | 1                      | - США (RIAA): платина - Канада (Music Canada): 3× платина - Австралия (ARIA): 2× платина |                                                                                             |
| «Taste»                | Сабрина Карпентер      | 1                                             | 2                      | 4                      | —                                                                                        |                                                                                             |
| «Please Please Please» | Сабрина Карпентер      | 1                                             | 1                      | 3                      | —                                                                                        |                                                                                             |
| «Espresso»             | Сабрина Карпентер      | 1                                             | 3                      | 4                      | —                                                                                        |                                                                                             |
| «Selfish»              | Джастин Тимберлейк     | 82                                            | 19                     | 22                     | —                                                                                        |                                                                                             |
| «Drown»                | Джастин Тимберлейк     | —                                             | —                      | —                      | —                                                                                        |                                                                                             |
| «High Road»            | Koe Wetzel             | 46                                            | 22                     | 30                     | —                                                                                        |                                                                                             |
| «Sweet Dreams»         | Koe Wetzel             | —                                             | 35                     | 86                     | —                                                                                        |                                                                                             |
| «Chrome Cowgirl»       | Leon Bridges           | —                                             | —                      | —                      | —                                                                                        |                                                                                             |
| «Canopy»               | Charlotte Day Wilson   | —                                             | —                      | —                      | —                                                                                        |                                                                                             |
| 2023                   | «Feather»              | Сабрина Карпентер                             | 23                     | 21                     | 25                                                                                       | —                                                                                           |
| 2023                   | «Better Place»         | NSYNC                                         | 24                     | 25                     | 43                                                                                       | —                                                                                           |
| 2023                   | «Greedy»               | Тейт Макрей                                   | 2                      | 3                      | 1                                                                                        | —                                                                                           |
| 2023                   | «Run for the Hills»    | Тейт Макрей                                   | 54                     | 69                     | 34                                                                                       | —                                                                                           |
| 2023                   | «Pretty Isn’t Pretty»  | Оливия Родриго                                | 28                     | 30                     | 35                                                                                       | —                                                                                           |
| 2023                   | «Scared of my Guitar»  | Оливия Родриго                                | —                      | 90                     | 83                                                                                       | —                                                                                           |
| 2023                   | «Meltdown»             | Niall Horan                                   | —                      | —                      | —                                                                                        | —                                                                                           |
| 2023                   | «Strong Enough»        | Jonas Brothers                                | —                      | —                      | —                                                                                        | —                                                                                           |
| 2023                   | «Texas»                | Maren Morris и Jessie Murph                   | —                      | —                      | —                                                                                        | —                                                                                           |
| 2023                   | «Cut Me Down»          | Blu DeTiger при участии Mallrat               | —                      | —                      | —                                                                                        | —                                                                                           |
| 2023                   | «Cupid»                | Fifty Fifty при участии Sabrina Carpenter     | 2                      | 17                     | 6                                                                                        | —                                                                                           |
| 2023                   | «Heartbroken»          | Diplo                                         | —                      | 64                     | 52                                                                                       | —                                                                                           |
| 2023                   | «Forever»              | Charlotte Day Wilson при участии Snoh Aalegra | —                      | —                      | —                                                                                        | —                                                                                           |
| 2022                   | «Vicious»              | Сабрина Карпентер                             | —                      | —                      | —                                                                                        | —                                                                                           |
| 2022                   | «Opposite»             | Сабрина Карпентер                             | —                      | —                      | —                                                                                        | —                                                                                           |
| 2022                   | «10:35»                | Tiesto при участии Tate McRae                 | 13                     | 69                     | 18                                                                                       | - Канада (Music Canada): Платина                                                            |
| 2022                   | «For My Friends»       | King Princess                                 | —                      | —                      | —                                                                                        | —                                                                                           |
| 2022                   | «My Mind & Me»         | Селена Гомес                                  | 98                     | 83                     | 63                                                                                       | —                                                                                           |
| 2021                   | «Cover Me in Sunshine» | Пинк                                          | 6                      | —                      | 60                                                                                       | —                                                                                           |
| 2021                   | «On the Ground»        | Розэ                                          | 31                     | 70                     | 35                                                                                       | —                                                                                           |
| 2021                   | «Lifestyle»            | Джейсон Деруло при участии Adam Levine        | —                      | 71                     | 54                                                                                       | —                                                                                           |
| 2020                   | «Be Kind»              | Marshmello и Холзи                            | 15                     | 33                     | 18                                                                                       | —                                                                                           |
| 2020                   | «Forever»              | Fletcher                                      | —                      | —                      | —                                                                                        | —                                                                                           |
| 2019                   | «Graveyard»            | Halsey                                        | 24                     | 34                     | 38                                                                                       | - США (RIAA): Золото - Канада (Music Canada): Золото - Австралия (ARIA): Платина            |
| 2019                   | «Undrunk»              | Fletcher                                      | —                      | 61                     | 83                                                                                       | - США (RIAA): Золото - Канада (Music Canada): Золото                                        |
| 2019                   | «Adore You»            | Гарри Стайлз                                  | 7                      | 6                      | 10                                                                                       | - Австралия (ARIA): 7× Платина - Канада (Music Canada): 6× Платина - США (RIAA): 5× Платина |
| 2019                   | «Hallucinations»       | Pvris                                         | —                      | —                      | —                                                                                        | —                                                                                           |
| 2019                   | «The First One»        | Astrid S                                      | —                      | —                      | —                                                                                        | —                                                                                           |
| 2019                   | «Long Way To Go»       | Four of Diamonds                              | —                      | —                      | —                                                                                        | —                                                                                           |
| 2019                   | «Stick Around»         | Rak-Su                                        | —                      | —                      | —                                                                                        | —                                                                                           |
| 2019                   | «Proud»                | Аарон Карпентер                               | —                      | —                      | —                                                                                        | —                                                                                           |
| 2019                   | «Criminal»             | Grey (28)                                     | —                      | —                      | —                                                                                        | —                                                                                           |
| 2018                   | «Without Me»           | Холзи                                         | 2                      | 1                      | 2                                                                                        | - США (RIAA): 6× Платина - Канада (Music Canada): 7× Платина - Австралия (ARIA): 7× Платина |
| 2018                   | «Back to You»          | Селена Гомес                                  | 4                      | 18                     | 4                                                                                        | - США (RIAA): 2× Платина - Австралия (ARIA): 2× Платина                                     |
| 2018                   | «Jello»                | PRETTYMUCH                                    | —                      | —                      | —                                                                                        | —                                                                                           |
| 2018                   | «Do Right»             | Glades                                        | 51                     | —                      | —                                                                                        | - Австралия (ARIA): Золото                                                                  |